# Sambor rugijski
Sambor rugijski (ur. ok. 1267 r., zm. 4 czerwca 1304 r.) – książę rugijski w latach 1302–1304.
Sambor był synem księcia rugijskiego Wisława II. W 1295 r. Wisław II z synami Wisławem III i Samborem wystąpił jako dziedzic księcia gdańskiego Mściwoja II. W 1300 Sambor z pomocą rycerstwa pomorskiego opanował okolice Darłowa, Sławna i Białogardu. W 1302 r. został wyparty przez Czechów korzystających z pomocy krzyżackiej.
Po śmierci ojca Sambor podzielił się władzą z bratem Wisławem III. Bracia zawarli w tej sprawie układ w 1304 r., ale stosunki między nimi były złe. Jeszcze w tym samym roku Sambor zmarł. Zginął zapewne podczas walk na Pomorzu Środkowym.